# 김소형 (성우)
김소형(1965년 8월 22일 ~ )은 대한민국의 성우로, 1992년 한국방송 성우극회 공채 23기 공채로 입사했다.

## 출연 작품

### 출연 영화
- 내일로 흐르는 강 - 서점 주인
- 아이 러브 유 - 라디오 PD
- 비디오를 보는 남자 - 샐러리맨
- 키다리 아저씨 - 영미 아빠(목소리)
- 줌 피시 월드 - 강 감독

### 전담 배우
- 테렌스 하워드
  - 아이언 맨(KBS) - 로드
  - 크래쉬(KBS) - 카메론 테이어
  - 헌팅 파티(KBS) - 덕

- 증지위
  - 무간도(KBS) - 한침
  - 무간도 2: 혼돈의 시대(KBS) - 한침
  - 무간도 3: 종극무간(KBS) - 한침
  - 퍼햅스 러브(KBS) - 제작자
  - 첨밀밀(KBS) - 구양표

### 더빙 영화
- 매버릭 (KBS) - 유진 (제프리 루이스) / 조셉 (그레이엄 그린) / 중년 남자(덕 두햄)
- 더 록(KBS) - 크리스프(보킴 우드바인)
- 집행자(SBS) - 가세티 (안소니 라파글리아) / 바비(글렌 플러머)
- 크림슨 리버(SBS)
- 헤라클레스(KBS)
- 오스틴 파워(SBS) - 뚱보 팻(마이크 마이어스)
- 더티 해리 4 - 써든 임팩트 (KBS)
- 튜니티라 불러다오(KBS) - 멕시코 인(토니 카세일)
- 쿵푸 허슬(KBS) - 도끼파 두목의 비서(전계문)
- 황비홍 5(SBS) - 조천패
- 동방삼협(SBS)
- 소림축구(SBS) - 대사형 (황일비)
- 천녀유혼 2(SBS) - 부청풍의 동료(두소진)
- 아마겟돈(KBS) - 맥스 (켄 허드슨 캠벨)
- BB 프로젝트(SBS) - 도박꾼(진자총) / 경비원(이충지)
- 잔 다르크(SBS) - 레뇨(존 메릭)
- 스파이 키드 2: 잃어버린 꿈들의 섬(SBS) - 미니온(토니 샬호브) / 피릭스(치치 매린)
- 블레이드 3(SBS) - 윌슨(마이클 롤링스) / 뱀파이어(캘럼 키스 레니)
- 시네마 천국(SBS) - 광장의 미친놈(니콜라 디핀토) / 토토의 친구(안젤로 토스토)
- 레지던트 이블2(SBS) - 엘제이 (마이크 엡스)
- 칠 팩터(SBS) - 알로 (쿠바 구딩 주니어)
- 블러드 워크(SBS) - 록히리지(릭 호프만) / 반장(글렌 모샤워)
- 성룡의 CIA(SBS) - 과학자(마이클 커보쉬)
- 지 아이 제인(SBS)
- 퍼펙트 스톰(SBS) - 피에르(앨런 페인)
- 리플레이스먼트(SBS)
- 애널라이즈 디스(SBS)
- 도망자(SBS) - 헨리(쟈니 리 데이븐포트) / 코프랜드(에디 보 스미스 주니어)
- 임포스터(SBS)
- 캣츠 앤 독스(SBS) - 팅클스 (숀 헤이즈)
- 더 야드(SBS)
- 드리븐(SBS)
- 스크림 3(SBS) - 시드니 아빠 / 타이슨 (데온 리치몬드)
- 이연걸의 소림오조(SBS) - 방대홍의 아버지(왕정)
- 아름다운 세상을 위하여(SBS)
- 쟈니 핸섬(SBS) - 마이키
- 방세옥(SBS) - 불량배
- 매드 맥스(KBS) - 찰리(존 레이) / 범바(제프 패리) / 경찰국장(조너선 하디) / 머드거츠(데이빗 브랙스)
- 디 워 - 경비
- 툼 스톤(KBS) - 아이크(스티븐 랭) / 술꾼(빌리 밥 손턴) / 후거(찰턴 헤스턴)
- 고야의 유령(KBS) - 빌바투아(호세 루이스 고메즈)
- 머니 트레인(KBS)
- 폭풍의 월요일(KBS)
- 엑시덴탈 스파이(KBS)
- 나의 발리우드 신부(KBS) - 프리야드 (애쉬 챈들러)
- 달려라 조니(KBS) - 자카 S.(배리 프리마)
- 호텔 르완다(KBS) - 도베(데스몬드 듀브) / 조르주(하킴 케이캐짐) / 요리사(마부소 시돌) / 군인(심모 모가와자)
- 킹 오브 쏘로우 ~ 참을 수 없는 슬픔(KBS) - 스프래치 (도리언 윌슨) 외
- 프리즈 프레임(KBS) - 숀 베일 (리 에반스)
- 그 남자는 거기 없었다(KBS) - 크레이튼 톨리버 (존 폴리토)
- 말콤X(KBS) - 쇼티 (스파이크 리)
- 로미오와 줄리엣(KBS) - 머쿠쇼
- 터미널(KBS) - 멀로이(샤이 맥브라이드)
- 웨어 더 머니 이즈(KBS) - 보석 상인
- 조지 클루니의 표적(KBS) - 간수(척 캐슬베리)
- 아웃브레이크(KBS, SBS) - 솔트 (쿠바 구딩 주니어)(SBS)
- 웰컴 미스터 맥도날드(KBS) - 스즈키 시로 (곤도 요시마사)
- 영광의 아이들(KBS) - 페리(페터 하우만)
- 라카와나 블루스(KBS) - 폴(제프리 라이트)
- 소피 숄의 마지막 날들(KBS) - 로버크 숄(요르그 후베)
- 배드 컴퍼니(SBS) - 버드송
- 하이렌더 4(SBS)
- 셧 업(SBS) - 람베르
- 친밀한 적(KBS) - 사이드(로우네스 타자이트)
- 삼형제와 상속자(SBS) - 집행관
- 크로커다일 던디3(KBS) - 밀로쉬
- 케이트 & 레오폴드(SBS) - 스튜어트 베서 (리브 슈라이버)
- 하와이, 오슬로(KBS) - 트리그베
- 천방지축(KBS)
- 비바 라스베이거스(KBS)
- 사랑과 영혼(KBS) - 경찰(스티븐 루트) / 택시 기사(세이드 피라이) / 직원
- 사랑할 때와 이별할 때(KBS)
- 티파니에서 아침을(KBS) - 시드(클로드 스트라우드) / 홀리의 초대 손님(스탠리 애덤스) / 기자(글렌 버논) / 경찰
- 쿼바디스 도미네(KBS) - 네로(마칼 바조)
- 드리머(KBS) - 빌 (켄 하워드)
- 나의 인생, 나의 기타(KBS) - 전화기사(데이빗 웨인)
- 향수: 어느 살인자의 이야기(KBS) - 드뤼오(폴 베론도) / 주교(데이비드 캘더) / 일꾼 / 의원 / 마을 사람
- 황야의 7인(KBS) - 칼베라 (엘리 월러우)
- 무림지존(KBS)
- 폴리스 아카데미 6(KBS) - 존스
- 스타 워즈 에피소드 6: 제다이의 귀환(KBS) - 제국군(알렌 플라임) / 스톰 트루퍼
- 기사 윌리엄(KBS)
- 하일복성(KBS)
- 꼬마돼지 베이브(KBS)
- 화이트 히어로(KBS) - 루킨(제이미 폭스)
- 사랑의 이중주(KBS) - 필(짐 콜먼)
- 메이드 인 아메리카(KBS)
- 피라미드의 공포(KBS)
- 프리쳐스 와이프(KBS) - 사울 (폴 베이츠)
- 모스트 원티드(KBS)
- 스튜어트 리틀(KBS)
- 와호장룡(KBS) - 노군웅(풍건화) / 철총관의 집사(진병)
- 흑협 2(KBS)
- 커리지 언더 파이어(KBS)
- 황비홍 3(KBS) - 조천패
- 캘리포니아 여자(KBS) - 로저(크리스 호건)
- 줄리아(KBS)
- 사이먼비치(KBS)
- 사랑은 방울방울(KBS) - 우문준
- 페이지 마스터(KBS)
- 드라큘라 2000(KBS) - 마커스(오마 엡스)
- 청혼(KBS) - 마르코(알티 레인지)
- 쉬즈 올 댓(KBS) - 프레스턴
- 15분(KBS) - 바비(존 디레스타) / 흑인 남자
- 젤리피쉬(KBS) - 안테비
- 칼라의 소망(EBS)
- 유니버설 솔저(KBS) - 가스(티코 웰스)
- 코리나 코리나(SBS) - 제니 데이비스
- 미궁 속의 알리바이(KBS)
- 애스터로이드(SBS)
- 의혹(KBS) - 몰토(죠 그리파시)
- 배트맨(KBS) - 하비 덴트(빌리 디 윌리엄스) / 에카르트(윌리엄 훗킨스)
- 위험한 관계(KBS) - 볼레로체(프랑소아 몬타굿) / 아만드(해리 존스)
- 철의 여인(KBS) - 마이클 풋(마이클 페닝턴) / 의사(마이클 말로니)
- 네트(KBS)
- 페노메논(KBS) - 베인스(숀 오브라이언)
- 툼 레이더(KBS) - 줄리어스(로버트 필립스) / 택배원(실바노 클라크)
- 영웅 알베르(KBS)
- 시끌벅적 마을의 아이들 - 여름 그리고 가을(EBS)
- 시끌벅적 마을의 아이들 - 겨울 그리고 봄(EBS)
- 용형호제(KBS) - 만물교 신자(로버트 오브라이언) / 경비원 / 외국 식당 직원
- 미스 에이전트(KBS) - 해리(어니 허드슨) / 프랭크(스티브 먼로) / 방송 제작진(돈 카스)
- 버틀러: 대통령의 집사(KBS) - 마틴 루터 킹 (넬슨 엘리스)
- 데이비드 게일(KBS) - 듀크 그로버 (짐 비버)
- 컨스피러시(KBS) - 플립 (테리 알렉산더)
- 일대종사(KBS) - 무술인 (노해붕)
- 마우스 헌트(SBS) - 동물 보호소 직원(어니 사벨라) / 경매업자(윌리엄 프랭크파더) / 시장(클리프 에믹)
- 타락천사(KBS) - 황지명의 친구(강도해)
- 이중노출(KBS) - 리틀 주니어의 부하(토니 쿠치)
- 쌍룡회(KBS)
- 스컬스(KBS) - 윌 (힐 하퍼)
- 레드 히트(SBS)
- 도로시(KBS) - 에이든 키어슬리(데이빗 갠리) / 톰 오브라이언(데이빗 머레이)
- 쿨러닝(KBS) - 등록관(빌 도우) / 아나운서
- 라이언하트(KBS) - 군인(미셀 퀴시)
- 스포트라이트(KBS) - 피트(폴 길포일) / 알바노(데이비드 프라서) / 동료 기자(진 아모로소)
- 그들만의 리그(KBS) - 야구 코치(돈 S. 데이비스) / 장내 아나운서(데이빗 L. 랜더)
- 쾌찬차(KBS) - 무명(홍금보)
- 세븐 (KBS) - 변호인(리처드 시프) / 지문 감식반(알폰스 프리먼)
- 소공녀(KBS) - 군인(프랭크 바커)
- 20 30 40(KBS) - 릴리의 남편(도전정)
- 펄프 픽션(KBS) - 마빈(필 라마) / 버디 홀리(스티브 부세미) / 쿤스(크리스토퍼 월큰)
- 킬러의 보디가드 2(KBS) - 카를로(밀토스 예롤무) / 시상식 사회자(스튜어트 알렉산더)

### 더빙 외화
- 리포터즈(KBS) - 포트리에
- 미티어(KBS) - 채트윈(제이슨 알렉산더) / 드와이트(스티븐 브릿지워터)
- 삼국지(KBS) - 진규
- 아틀란티스(KBS) - 페루스(조지 사비데스, 2화) / 테루스(다윈 쇼, 5화)
- 닥터 포스터 시즌 1(KBS) - 잭(로버트 퍼프)
- 어스시의 마법사(KBS) - 베치(크리스 고티어)
- 리썰 웨폰(KBS) - 스콜세지(조나단 페르난데즈) / 흑인 코치(4화) / 이발소 직원(4화) / 카지노 책임자(8화) / 흑인 범죄자(8화) / 오토바이 판매원(8화) / 죄수(11화) / 경찰(12, 13, 17화) / 공사 직원(13화) / 흑인 범죄자(14화) / 타코 가게 주인(15화) / 암살범(15화) /  제시의 친구(마일즈 그리어,16화) / 흑인 범인(16화)
- 닥터후(KBS) - 달렉(니컬러스 브리그스)
- 디셉션(KBS) - 샤샤(레오니드 시터, 2화) / 렌슬롯(마이클 브릿, 2화) / 올리비에(사르 응가우자, 12화)
- 워리어스(KBS) - 바라스(리처드 맥케이브) / 신부(다러 오말리)
- 칠협오의(SBS)
- 강호풍운록(KBS)

### 애니메이션
- 원피스 (KBS, 투니버스) - 우솝(저격왕), 페루, 피엘, 대위(197화)
- 원피스 Original (챔프) - 우솝, Mr. 5, 로브 루치, 어린 루치, X 드레이크
- 원피스 극장판 에피소드 오브 사보 (투니버스) - 우솝, 엘리자베로 2세, 사보 아빠
- 원피스 극장판 - 우솝
- 원피스 필름 골드 - 우솝
- 원피스 스페셜 : 에피소드 오브 이스트블루 (투니버스) - 우솝, 나코(의사)
- 원피스 3D: 밀짚모자 체이스 - 우솝
- 원피스 극장판 제트 - 우솝
- 원피스: 에피소드 오브 메리 - 또 하나의 동료 이야기 - 우솝
- 원피스 스페셜 1기: 루피 떨어지다! 신비한 바다의 배꼽 대탐험 - 우솝
- 원피스 스페셜 2기: 드넓은 바다에 펼쳐라! 아빠의 커다란 꿈! - 우솝
- 원피스 스페셜 3기: 지켜라! 마지막 큰 무대 - 우솝
- 원피스 스탬피드 - 우솝 / 로브 루치
- 로미오의 푸른 하늘 (KBS)
- 비스트워 네오 (SBS) - 하인라드, 내레이션
- 비스트워 (SBS) - 메가스톰
- 짱구는 못말려 극장판: 태풍을 부르는 영광의 불고기 로드 (챔프) - 배용만, 드라이버, 백의의 남자
- 아리아 디 애니메이션 (애니맥스) - 우체부 아저씨, 아카츠키의 형
- 아리아 더 내츄럴 (애니맥스) - 우체부 아저씨, 아카츠키의 형
- 출동 머신로보 레스큐 (애니원) - 최무달
- 이누야샤 (챔프), (애니원) - 메기(호수의 주인)161화
- 철완 버디 (애니맥스) - 야마자키
- 더 파이팅 (투니버스) - 김선도
- 봉신연의 (투니버스) - 사불상
- 에일리언9 (투니버스) - 보그
- 조이드 퓨저스 (투니버스) - 호프
- 출동! 메가트레인 (투니버스) - 닥터 옐로
- 마루코는 아홉살 (투니버스, 애니맥스) - 마루코의 아빠 / 내레이션
- 천방지축 아리짱 (재능방송) - 민달봉
- 원피스 극장판 시리즈 (투니버스) - 우솝(2기는 홍범기가 맡았다)
- 환상게임 (투니버스) - 유익
- 캡틴 테일러 (투니버스)
- 말괄량이 앤지 (KBS)
- 슈퍼 K (MBC) - 데미안(처음)
- 마이크로맨 (KBS) - 에디슨
- 틴 타이탄 (SBS), (카툰네트워크) - 사이보그
- 꼬마유령 캐스퍼 (KBS) - 스푸키
- 마이트가인 (KBS) - 리키 할아버지 / 프랭크 형사 / 마이트 거너 / 이그제브 / 리차드 마이트
- 빅토리 구슬동자 (SBS) - 다크 참모(나중)
- 우정의 그라운드 (KBS) - 주영일 기자 / 토토 / 카메라맨 요시다 / 송종구
- 하얀마음 백구 (SBS) - 황돌이
- 출동! 로봇 V (MBC) - 불독
- 레미제라블 (SBS)
- 공룡시대 (SBS) - 스파이크
- 몬스터 팜 (SBS) - 뿌리아 / 나이튼 / 듀리칸 / 팔콘
- 엘리시움 (KBS) - 오즈
- 이집트 왕자 (SBS)
- 영혼기병 라젠카 (MBC) - 아론
- 성춘향뎐 (KBS) - 방자
- 천하무적 슈라트 (KBS) - 달파왕 타르마 / 땅의왕 하이라 / 쿤다리니
- 발토 (SBS)
- 출동! 유니온 킹 (KBS) - 천둥
- 마스크맨 (KBS) - TV맨 / 카메라 기자 / 왕강 / 번개맨
- 사랑의 천사 웨딩피치 (SBS)
- 슬램덩크 (SBS) - 김용 / 심판
- 파이어 앰블럼 (어린이TV) - 카인
- 오스카 오케스트라 (투니버스) - 탱크
- 우주에서 온 모자코 (투니버스) - 왕걸
- 조이드 퓨처스 (챔프) - 홉
- 반지의 호기심 (챔프) - 빠다냥
- 호접몽 (KBS)
- 신세기 사이버 포뮬러 (SBS) - 부츠홀츠 / 태호 / 아나운서(SAGA편) / 정상우
- 공룡, 타임머신을 타다 (KBS) - 반디 / 광대
- 철인버디 (애니맥스) - 야마자키
- 붉은광탄 질리온 (투니버스) - 바론닉스
- 이나중 탁구부 (XTM) - 서팔봉
- 은혼 (투니버스) - 사장
- 여기는 공원 앞 파출소 (투니버스) - 긴
- 레이브 (투니버스) - 라카스
- 탐정학원 Q (투니버스) - 오다지마
- 몬스터 (투니버스) - 헤켈
- 돼지코 아기공룡 임피의 모험 (KBS) - 새미
- 기갑경찰 메탈잭 (투니버스) - 형사 과장
- 기갑전사 걸키버 (투니버스) - 가리엘 / 군인 3
- 아미테이지 더 서드 (투니버스) - 유진 H. 알렌
- 트랄라의 마술수첩 (투니버스)
- 자니 브라보 (투니버스)
- 토리코X원피스 : 최강의 콤비 (카툰 네트워크) - 우솝
- 요술공주 밍키: 꿈속의 윤무 (MOVIE) - 내렝/션보만
- 곰돌이와 비키의 모험 (EBS) - 아빠
- 기사 피핀의 천한 가지 모험 (EBS) - 해럴드
- 생쥐의 세계여행 (EBS) - 애스본
- 스타게이트 (EBS) - 나폴레옹
- 신나는 고양이 식당 (EBS)
- 야호 응가네 (EBS) - 아빠
- 신밧드: 7대양의 전설 (KBS) - 랫
- 천년여우 여우비 - 그림자 탐정 / 대장요
- 기기괴괴 성형수 - 예지 아빠
- 명탐정 코난: 세기말의 마술사 (투니버스) - 한지용
- 명탐정 코난 16기 (투니버스) - 박호영 (24~25화)

### 다큐
- 2015.07.13~08.02 KBS 해외걸작 다큐 <우리 생애 마지막 여름> - 주니어 / 존
- 2017.06.28 KBS 세상의 모든 다큐 <멕시코 마약 전쟁의 비밀> - 나레이션
- 2017.10.13 KBS 특선다큐 <인류 최초 비행가의 진실> - 나레이션

### 라디오 드라마
- KBS 무대 10년(선택) (KBS 제2라디오)
- KBS 무대 10년(도둑 갈매기) (KBS 제2라디오)

### 게임
- 헤일로 2 - 타타루스
- 스타크래프트 II - 니온, 말라쉬

### 특촬물
- B-로봇 가브타크(재능TV) - 가브타크
- 파워레인저 붐붐포스(대원방송) - 티겟, 트레인 체인저, 트레인 블래스터